# ووکتا
ووکتا (به لاتین: Łukta) یک روستا در لهستان است که در گمینا ووکتا واقع شده‌است. ووکتا ۱٬۰۰۰ نفر جمعیت دارد.